# 法国村
法国村（Colmar Tropicale）是个以法国风格为主题的度假村，位于马来西亚彭亨州武吉丁宜。它坐落在海拔2600英尺（790米）的高原上，占地80亩（320,000平方米）。
此度假村于1990年代由时任首相马哈迪·莫哈末打造，发展灵感来自位于法国东部的科尔马。

## 外部連結
- （英文）武吉丁宜法国村 官方网站
- 马来西亚旅游景点 - 武吉丁宜法国村